# Гунар Андреасен
Гунар Андреасен (5. јануар 1913 — 23. јул 2002) био је норвешки фудбалер и тренер. Играо је за Фредрикстад од 1933. до 1950. године, осим током немачке окупације Норвешке током Другог светског рата. Два пута је наступио у репрезентацији Норвешке, 1939. (последње међународно такмичење пре окупације) и 1945. (прво такмичење након завршетка окупације). Андреасен је управљао Фредрикстадом од 1953. до 1956. и Јостсиденом од 1959. до 1962. године.